# Debra Chasnoff

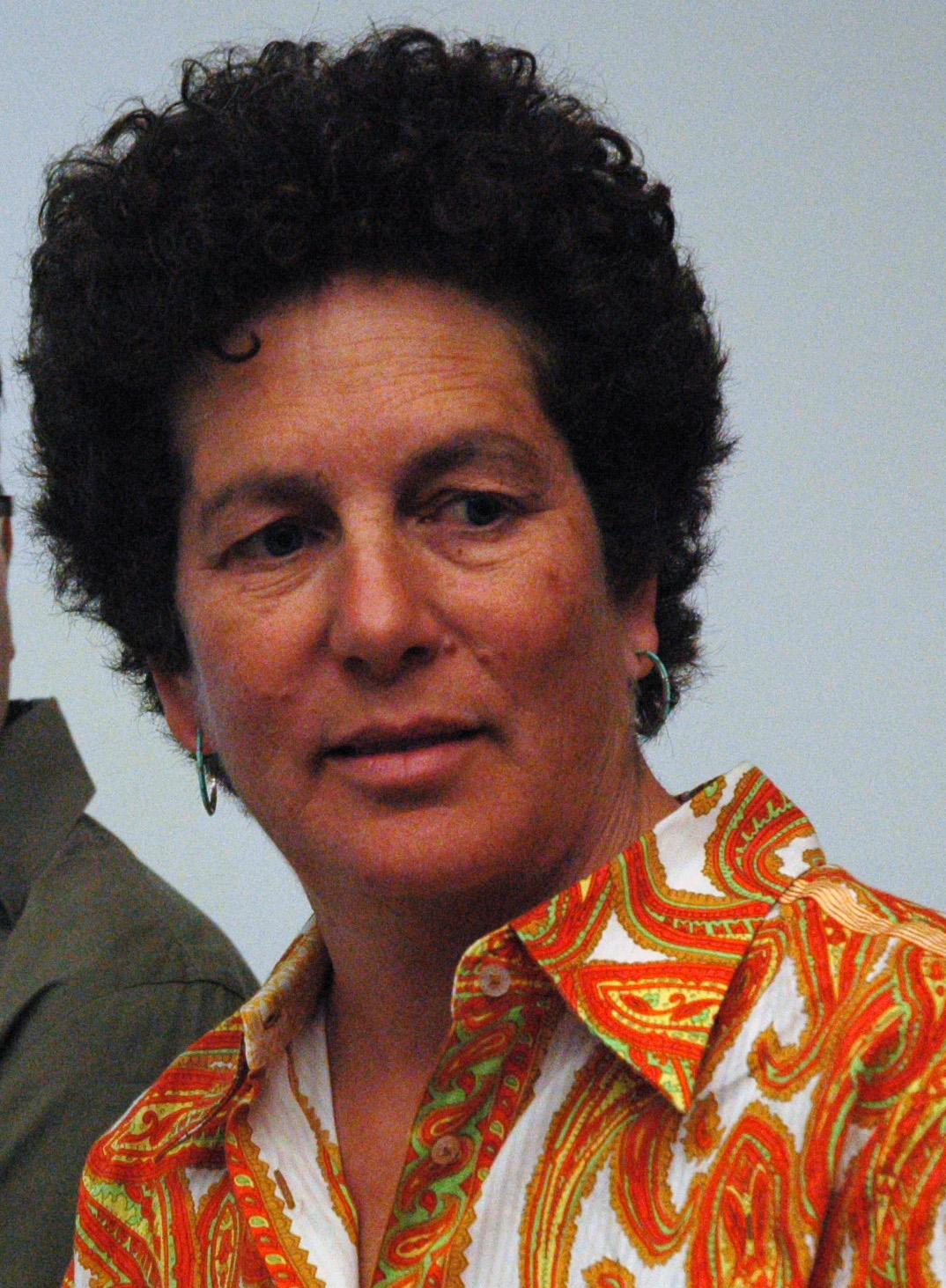
Debra Chasnoff (2010)

Debra Chasnoff (* 12. Oktober 1957 in Philadelphia, Vereinigte Staaten; † 7. November 2017 in San Francisco, Kalifornien) war eine US-amerikanische Dokumentarfilmerin und Oscar-Preisträgerin.

## Leben und Wirken
Die einer jüdischen Familien entstammende Debra Chasnoff wuchs in einem Vorort von Washington, D.C. auf und nahm ein Studium am Wellesley College auf, das sie 1978 mit einem Bachelor of Arts abschloss. Nach ihrer Übersiedelung nach Boston begann sich Chasnoff in zahlreichen sozialen Belangen aber auch in Menschenrechts- und Umweltfragen zu engagieren. Sie verfasste Artikel für kleine Publikationen und schloss sich der Anti-Atomkraft-Bewegung an. Als bekennende Lesbe engagierte sich überdies in allen Belangen zur Durchsetzung der Recht der LGBT-Community.
Chasnoffs Arbeiten als Dokumentarfilmerin spiegelten ihre Einstellungen zu allen Fragen des Lebens wider. Bereits 1984 präsentierte sie mit Choosing Children ihre erste Dokumentation. Sieben Jahre darauf folgte mit Deadly Deception – General Electric, Nuclear Weapons and Our Environment ein 27-minütiger Kurzdokumentarfilm. Er zeigte die schädlichen Auswirkungen auf die menschliche Gesundheit und die Umwelt, die durch die Herstellung von nuklearem Material des General-Electric-Konzerns entstanden. Dieser Film brachte Debra Chasnoff 1992 einen Oscar in der Kategorie Besten Dokumentar-Kurzfilm ein. Auch ihre späteren Inszenierungen bezeugten Chasnoffs politisches Engagement und brachten ihr mehrere Filmpreise ein.
Debra Chasnoff starb kurz nach Vollendung ihres 60. Geburtstag an Brustkrebs.

## Auszeichnungen
Weitere Preise erhielten folgende Arbeiten auf folgenden Filmfestivals:
- 1996: It’s Elementary – Talking About Gay Issues in School auf dem San Francisco International Lesbian & Gay Film Festival
- 1997: It’s Elementary – Talking About Gay Issues in School auf dem San Francisco International Film Festival
- 2000: That’s a Family! auf dem San Francisco International Lesbian & Gay Film Festival
- 2001: That’s a Family! auf dem Santa Clarita International Film Festival
- 2001: That’s a Family! auf dem Burbank International Children’s Film Festival
- 2018: Frameline Award (posthum) auf dem San Francisco International LGBTQ Film Festival

## Filmografie (Auswahl)
Regie und Produktion:
- 1984: Choosing Children (auch Schnitt)
- 1991: Deadly Deception – General Electric, Nuclear Weapons and Our Environment
- 1996: It’s Elementary – Talking About Gay Issues in School
- 1998: Homes and Hands – Community Land Trusts in Action (nur Co-Regie)
- 1999: Wired for What?
- 2000: That’s a Family!
- 2003: Let’s Get Real
- 2004: One Wedding and a Revolution
- 2007: It’s STILL Elementary
- 2009: Straightlaced – How Gender’s Got Us All Tied Up
- 2011: Celebrating the Life of Del Marti
- 2012: A Foot in the Door